# Alojzij Ambrožič
Alojzij Matej Ambrožič (angleško Aloysius Matthew Ambrozic), slovenski nadškof, teolog in kardinal, * 27. januar 1930, Gabrje (Občina Dobrova - Polhov Gradec), † 26. avgust 2011, Toronto.
Bil je drugi slovenski kardinal in prvi, ki je sodeloval na konklavu.

## Življenjepis
Osnovno šolo je končal v Dobrovi in gimnazijo v Ljubljani. Maja 1945 je njegova družina zapustila Slovenijo in se sprva naselila na avstrijskem Koroškem. Tu je v begunskem taborišču v kraju Špital ob Dravi končal gimnazijo, nakar so se septembra 1948 preselili v Kanado. V Torontu je začel svoj teološki študij, kjer je bil 4. junija 1955 posvečen v duhovnika; novo mašo je imel v slovenski župniji Marije Pomagaj v Torontu.
Sprva je služil v Port Colbornu, nato pa je učil na Semenišču sv. Avguština v Torontu. Študij teologije je opravil na Angelicumu ter na Papeškem bibličnemu inštitutu; pridobil je licenco iz teologije in bibličnih ved.
Nato se je vrnil v semenišče, kjer je med letoma 1960 in 1967 učil Sveto pismo. Prekinjeni študij je nato nadaljeval na Univerzi v Würzburgu, kjer je leta 1970 opravil doktorat iz teologije z disertacijo St. Mark's concept of the Kingdom of God : a redaction critical study of the references to the Kingdom of God in the second Gospel (Koncept sv. Marka glede Božjega kraljestva: redakcijska kritična študija navedb o Božjem kraljestvu v drugem evangeliju (COBISS)). Istega leta se je vrnil v Toronto, kjer je na Torontski teološki šoli (Toronto School of Theology) predaval eksegezo do leta 1976, ko je bil 27. maja t. l. imenovan za pomožnega škofa Toronta, pri čemer je bil poleg določenega teritorialnega področja pastoralno zadolžen še za skupnosti priseljencev različnih narodov oz. etnij. 22. maja 1986 je bil imenovan za nadškofa pomočnika (koadjutorja) iste nadškofije in je 17. marca 1990, ob upokojitvi nadškofa, kardinala Carterja, nasledil njegov položaj. Istega leta je postal član Papeškega sveta za pastoralno oskrbo migrantov in priseljencev, naslednje leto član Kongregacije za kler, leta 1993 član Papeškega sveta za kulturo in leta 1999 še član Kongregacije za bogoslužje in disciplino zakramentov.
18. januarja 1998 ga je takratni papež Janez Pavel II. povzdignil v kardinala; sama podelitev naslova je potekala 21. februarja istega leta v Rimu, pri čemer je prejel naslovno cerkev Santi Marcellino e Pietro. Ambrožič je prvi slovenski kardinal, ki je sodeloval na kakšnem konklavu, in sicer po smrti papeža Janeza Pavla II., na katerem so izvolili njegovega naslednika Benedikta XVI. Za enega največjih dogodkov v času njegovega škofovanja velja organizacija Svetovnega dneva mladih leta 2001 v Torontu, katerega se je udeležil tudi papež Janez Pavel II. in več kot 750.000 romarjev. Priznavajo pa mu tudi zasluge za dvig števila rimskokatoliških vernikov, ki se je od leta 1986, ko je postal nadškof pomočnik povzpelo od 1,1 milijona do današnjih 1,8 milijona. Veljal je za pripadnika konzervativne struje znotraj Rimskokatoliške cerkve; tako je bil glasen nasprotnik posvečenja žensk, kontracepcije, splava kot tudi porok istospolnih partnerjev. Zaradi dosežene najvišje starosti se je 16. decembra 2006 upokojil oz. odpovedal nadškofiji in konec januarja 2007 predal posle novoimenovanemu nadškofu Thomasu Christopherju Collinsu.
Kardinal Ambrožič, ki je bil drugi kardinal v zgodovini Cerkve na Slovenskem (prvi je postal takratni goriški nadškof Jakob Missia), je po dolgotrajni bolezni umrl v Torontu, kjer je živel po upokojitvi. Pokojni kardinal je bil 56 let duhovnik in 35 let škof.

### V angleščini
- The Hidden Kingdom: A Redaction-Critical Study of the References to the Kingdom of God in Mark's Gospel (Washington, D.C., 1972)
- Remarks on the Canadian catechism (Toronto, 1974) (COBISS)

### V slovenščini
- Oče, posvečeno bodi tvoje ime (Tinje, 1980) (COBISS)
- Oče, zgodi se tvoja volja (Ljubljana, 1996) (COBISS)
- Če hoče kdo hoditi za menoj (Ljubljana, 2001) (COBISS)
- Kdo je kakor Bog: kardinalova premišljevanja ob prelomu tisočletja (Ljubljana, 2005) (COBISS)